# Championnat d'Australie de football 1998-1999
Navigation
Saison précédente Saison suivante
La saison 1998-1999 du Championnat d'Australie de football est la vingt-troisième édition du championnat de première division en Australie.
La NSL (National Soccer League) regroupe quinze clubs du pays au sein d'une poule unique, où ils s'affrontent deux fois au cours de la saison régulière. Le titre se dispute entre les six premiers de la première phase par le biais des play-off. Il n'y a ni promotion, ni relégation en fin de saison.
C'est le club de South Melbourne FC, tenant du titre, qui remporte à nouveau la compétition après avoir battu lors du Grand Final Sydney United. C'est le quatrième titre de champion d'Australie de l'histoire du club.
Le championnat revêt un intérêt supplémentaire cette saison puisque le vainqueur obtient son billet pour la Coupe des clubs champions d'Océanie, organisée à nouveau par l'OFC après douze années d'absence.

## Les clubs participants
| - Marconi Stallions - Wollongong Wolves - Adelaide City FC - Gippsland Falcons - Sydney Olympic FC - Brisbane Strikers FC - Carlton SC - Northern Spirit FC - Promu en National Soccer League | - Canberra Cosmos - South Melbourne FC - Melbourne Knights - Newcastle Breakers - Perth Glory FC - Sydney United - West Adelaide SC |

## Compétition

### Phase régulière
Le barème utilisé pour établir le classement est le suivant :
- Victoire : 3 points
- Match nul : 1 point
- Défaite : 0 point

| Rang | Équipe               | Pts | J  | G  | N  | P  | Bp | Bc | Diff |
| ---- | -------------------- | --- | -- | -- | -- | -- | -- | -- | ---- |
| 1    | Sydney United FC     | 58  | 28 | 18 | 4  | 6  | 53 | 33 | +20  |
| 2    | South Melbourne FCT  | 57  | 28 | 17 | 6  | 5  | 50 | 26 | +24  |
| 3    | Perth Glory FC       | 53  | 28 | 16 | 5  | 7  | 62 | 37 | +25  |
| 4    | Marconi Stallions    | 48  | 28 | 15 | 3  | 10 | 53 | 47 | +6   |
| 5    | Northern Spirit FCP  | 46  | 28 | 14 | 4  | 10 | 36 | 35 | +1   |
| 6    | Adelaide City FC     | 45  | 28 | 13 | 6  | 9  | 39 | 26 | +13  |
| 7    | Sydney Olympic FC    | 43  | 28 | 12 | 7  | 9  | 46 | 36 | +10  |
| 8    | Newcastle Breakers   | 40  | 28 | 11 | 7  | 10 | 29 | 33 | -4   |
| 9    | Brisbane Strikers FC | 39  | 28 | 11 | 6  | 11 | 41 | 47 | -6   |
| 10   | Wollongong Wolves    | 32  | 28 | 8  | 8  | 12 | 45 | 52 | -7   |
| 11   | Carlton SC           | 31  | 28 | 9  | 4  | 15 | 47 | 47 | 0    |
| 12   | Melbourne Knights    | 29  | 28 | 8  | 5  | 15 | 32 | 43 | -11  |
| 13   | West Adelaide SC     | 27  | 28 | 7  | 6  | 15 | 36 | 46 | -10  |
| 14   | Gippsland Falcons    | 25  | 28 | 5  | 10 | 13 | 17 | 44 | -27  |
| 15   | Canberra Cosmos      | 15  | 28 | 4  | 3  | 21 | 21 | 55 | -34  |

|  | Qualification pour les play-off                       |
|  | Relégation en championnat régional                    |
|  | T: Tenant du titre P: Promu en National Soccer League |

- West Adelaide SC se retire du championnat en fin de saison pour raisons financières.

### Play-offs
|          | Premier tour           | Premier tour                    | Premier tour           |                                                                                                |  | Demi-finale      | Demi-finale        | Demi-finale | Demi-finale |  |  | Petite finale    | Petite finale |  |  | Finale             | Finale      |
|          |                        |                                 |                        |                                                                                                |  |                  |                    |             |             |  |  |                  |               |  |  |                    |             |
|          |                        |                                 |                        |                                                                                                |  | 9 et 16 mai 1999 |                    |             |             |  |  |                  |               |  |  |                    |             |
|          |                        |                                 |                        |                                                                                                |  | 2                | South Melbourne FC | 2           | 0           |  |  |                  |               |  |  |                    |             |
|          |                        |                                 |                        |                                                                                                |  | 1                | Sydney United FC   | 1           | 0           |  |  |                  |               |  |  | 30 mai 1999        | 30 mai 1999 |
|          |                        |                                 |                        |                                                                                                |  |                  |                    |             |             |  |  |                  |               |  |  | South Melbourne FC | 3           |
|          | 2 et 8 mai 1999        | 2 et 8 mai 1999                 | 2 et 8 mai 1999        |                                                                                                |  |                  |                    |             |             |  |  | 23 mai 1999      | 23 mai 1999   |  |  | Sydney United      | 2           |
|          | Adelaide City FC       | 0                               | 1                      |                                                                                                |  |                  |                    |             |             |  |  | Sydney United FC | 2             |  |  |                    |             |
|          | Perth Glory FC         | 0                               | 2                      |                                                                                                |  |                  | 15 mai 1999        | 15 mai 1999 |             |  |  | Perth Glory FC   | 1             |  |  |                    |             |
|          |                        |                                 |                        |                                                                                                |  |                  | Perth Glory FC     | 1           |             |  |  |                  |               |  |  |                    |             |
|          | 30 avril et 9 mai 1999 | 30 avril et 9 mai 1999          | 30 avril et 9 mai 1999 |                                                                                                |  |                  | Marconi Stallions  | 0           |             |  |  |                  |               |  |  |                    |             |
|          | Northern Spirit FC     | 0                               | 1                      |                                                                                                |  |                  |                    |             |             |  |  |                  |               |  |  |                    |             |
|          | Marconi Stallions      | 0                               | 2                      |                                                                                                |  |                  |                    |             |             |  |  |                  |               |  |  |                    |             |
|          |                        |                                 |                        | \| Légende: \| \| Progression de l'équipe défaite \| \| Progression de l'équipe victorieuse \| |  |                  |                    |             |             |  |  |                  |               |  |  |                    |             |
| Légende: |                        | Progression de l'équipe défaite |                        | Progression de l'équipe victorieuse                                                            |  |                  |                    |             |             |  |  |                  |               |  |  |                    |             |

## Bilan de la saison
| Championnat d'Australie de football 1998-1999 |                               |
| Champion                                      | South Melbourne FC (4e titre) |
| Coupes et trophées                            |                               |
| Vainqueur de la Coupe d'Australie 1998-1999   | Non disputée                  |
| Qualifications continentales                  |                               |
| Coupe des champions d'Océanie 1999            | South Melbourne FC            |
| Promotions et relégations                     |                               |
| Promus en Championnat d'Australie de football | Parramatta Power FC           |
| Promus en Championnat d'Australie de football | Auckland Kingz                |
| Relégués                                      | West Adelaide SC (retrait)    |